# Eutanyacra rasnitsyni
Eutanyacra rasnitsyni là một loài tò vò trong họ Ichneumonidae.